# Romelia Alarcón Folgar
Romelia Alarcón Folgar (1900–1971) là một nhà thơ, nhà báo và suffizette ở Guatemala. Nhiều chủ đề của bà đã liên quan đến môi trường và quyền của phụ nữ. Bà được coi là một trong những nhà thơ đáng chú ý nhất từ Guatemala trong thế kỷ 20.

## Tiểu sử
Romelia Alarcón Barrios sinh ngày 27 tháng 10 năm 1900 tại Cobán, Alta Verapaz, Guatemala đến María Barrios Noriega và Salvador Alarcón. Bà kết hôn với Domingo Folgar Garrido và có bảy người con. Bà đã không bắt đầu viết cho đến khi sau khi nuôi gia đình và tất cả các tác phẩm của bà đều mang họ của chúng. Thông qua các mối quan hệ của bà với trí thức và nghệ sĩ, mặc dù thiếu đào tạo chính thức, bà đã có thể tạo ra một nghề nghiệp trong ngành báo và là một nhà thơ trở thành "một trong những nhà thơ Guatemala quan trọng nhất của thế kỷ 20". Năm 1945, lấy cảm hứng từ những thành công trong quyền bầu cử của phụ nữ ở Anh, Pháp, và Hoa Kỳ Alarcón tham gia với Laura Bendfeldt, María Albertina Gálvez, Clemencia de Herrarte, Gloria Menéndez Mina, Adriana de Palarea, Graciela Quan và Magdalena Spínola để thành lập Comité Pro -Ciudadanía để đấu tranh cho quyền bầu cử của phụ nữ Guatemala..
Alarcón Folgar đã làm việc như một nhà báo cho đài phát thanh và đôi khi cho báo chí, cũng xuất bản các tác phẩm trên các tạp chí. Bà thành lập Revista Minuto và là biên tập viên của Revista Pan-Americana, đã du hành khắp thế giới. Bà xuất bản mười ba cuốn sách trong suốt cuộc đời của mình và sau cái chết của bà, một trong những con gái của bà đã xuất bản thêm hai cuốn sách nữa. Bà bắt đầu xuất bản những bài thơ năm 1938 với cuốn sách mang tên Llamaradas (Blaze). Trong đó, bà nói như một nhà môi trường học sớm và nghĩa vụ bảo tồn thiên nhiên như một phương tiện bảo vệ dân số mestizo. Không giống như những bài thơ sau này, được biết đến với bình luận xã hội của họ, bộ sưu tập ở Llamarades được thống nhất bởi chủ đề trung tâm của việc bảo vệ cây Maya vĩ đại. Một số tác phẩm đầu của bà tập trung vào các chủ đề trong nước không nằm trong giới hạn của những gì được mong đợi trong thơ ca trong ngày. Những người khác đã thảo luận về cuộc đấu tranh để tạo ra. Các tác phẩm sau này đã lên án nơi phụ nữ trong xã hội và thiếu tự do và công việc cuối cùng của bà than thở sự tàng hình và khó chịu của bà rằng thế giới xung quanh bà không hiểu bà, chỉ những thứ đại diện cho bà.
Alarcón Folgar mất ngày 19 tháng 7 năm 1971 và được chôn cất trong General Cemetery ở Thành phố Guatemala.

## Tác phẩm

### Bài thơ[1]
- 1938 Plaquetes
- 1938 Llamaradas
- 1944 Cauce
- 1944 Clima verde en dimensión de angustia
- 1954 Isla de novilunios
- 1957 Viento de colores
- 1958 Día vegetal
- 1959 Vigilia blanca
- 1961 Claridad
- 1963 Poemas de la vida simple
- 1964 Sin brújula
- 1964 Plataforma de cristal
- 1966 Pasos sobre la yerba
- 1967 Casa de pájaros
- 1970 Tránsito terrestre
- 1972 Tiempo inmóvil
- 1976 Más allá de la voz
- 1976 El Vendedor de trinos

### Truyện ngắn[6]
- 1950 Cuentos de la Abuelita
- 1964 Sin brújula: cuentos
- 1968 Gusano de luz: cuentos infantiles
- 1968 Vendedor de trinos: cuentos de misterio